# Senado de Nueva Jersey
El Senado de Nueva Jersey es la cámara alta de la legislatura del Estado de Nueva Jersey, Estados Unidos. Fue establecido en la Constitución de 1844, remplazando al Concejo Legislativo. Su sede se encuentra en la Casa del Estado de Nueva Jersey. De 1844 a 1965 los condados elegían un senador cada uno. Bajo la Constitución de 1844 el período senatorial era de tres años. La Constitución de 1947 lo cambió a 4 años. Desde 1968 lo componen 40 senadores electos en un ciclo de "2-4-4", representando distritos de unos 210,359 habitantes. El ciclo "2-4-4" se usó para que reflejara los cambios fronterizos deceniales hechos por el censo de los Estados Unidos.

## "Double dipping" - posiciones dobles en el Senado
Debido al ley estatal que siguió en mandato hasta 2008, miembros de la Asamblea, tanto como el Senado, estaban permitidos servir en uno de los dos, juntos con otras posiciones en gobiernos locales/de condados que tenían hasta ese año:
Nombre (ciudad/pueblo), Partido-Condado – Segunda Oficina Publica (nombres en "bold" representan miembros del Senado todavía en oficinas estatales y locales desde 2023)
- Dana Redd (Camden), D-Camden – Concejal, Camden
- Nicholas Sacco (North Bergen), D-Hudson – Alcalde, North Bergen
- Paul Sarlo (Wood-Ridge), D-Bergen – Alcalde, Wood-Ridge
- Robert Singer (Lakewood)), R-Ocean – Miembro del Comité, Lakewood
- Brian Stack (Union City), D-Hudson – Alcalde, Union City
- Stephen Sweeney (Pennsauken), D-Gloucester – Comisionado, Condado de Gloucester